# كيرك تالبوت
كيرك تالبوت (بالإنجليزية: Kirk Talbot)‏ هو شخصية أعمال وسياسي أمريكي، ولد في 18 نوفمبر 1969 في الولايات المتحدة. حزبياً، نشط في الحزب الجمهوري. وقد انتخب عضو مجلس نواب لويزيانا.